# 吊し上げ
吊し上げ（つるしあげ）とは、縄などで縛り上げて、高い所に吊るすこと。また、多数で特定人物などを厳しく糾弾すること。

## 概要
「吊し上げ」の一つの意味は、自分たちの主張を受け入れさせるために大勢で（多数の支持を背景に）威圧し非難する行為を指し、「労働者たちが集団で管理者を吊し上げる」「政治家がテレビ局幹部を呼んで吊し上げる」と言ったような場合にも使われる。
民主主義的な政治体制の、多数決の議論の場等においても、不祥事の責任者や少数派を詰問したり糾弾するため、「吊し上げ」に近い状態となり、しばしば問題となる。
社会的不祥事や疑獄事件などの場合に、報道（マスメディア）が「大衆の意見（世論）」を代弁するとの名目で、各々の記者が関係者を難詰することがある。これも「吊し上げ」と見ることができる（この際に報道被害が発生する場合もある）。
なお、英語では思想や行動などが不審と思われる人物に対して多数の人間が取り囲み尋問を行うことをカンガルーコート（kangaroo court）という。

## 擬似的な吊し上げ
擬似的に行われる吊るし上げとして、圧迫面接と呼ばれる面接方法がある。これは、複数の面接官が寄ってたかって、面接者を詰問するというものである。

## 種別と事例
吊るし上げた後に、糾弾や自己批判強要は、部落解放同盟関係者による確認・糾弾や、中国における文化大革命で日本のマスコミでも広く知らしめられた。。

### 共産主義における吊し上げ
1925年にソ連の独裁者スターリンが著書「レーニン主義の基礎」で自己批判という概念を提議した。これは反対派の吊し上げに使われ、共産主義体制下における抑圧を底から支えるものとして機能した。
共産主義を目指す党派では、階級闘争史観や唯物史観が、他者に対する糾弾や自己批判の強要、総括の形で顕著に現れた。

中国にて、最も大規模な吊るし上げとしては文化大革命がある。
北朝鮮では生活総和と呼ばれ、1962年3月から始まった。北朝鮮関連組織では、毎週「資本主義や反革命に染まった罪」の告白強要、密告による隣人や同僚との相互批判が行われる。

### 同和団体関係者による吊るし上げ
1974年11月に部落解放同盟（解同）が白昼に兵庫県立八鹿高校の教職員らへの集団暴行、長時間吊し上げるという事件を起こした。日中に起きた傷害事件であったものの、強烈な「解同」タブーがマスコミを支配していたため、一般の新聞・テレビは事件をほとんど報道しなかった。「解同」はその後も幹部たちが利権あさりに奔走していた。彼等による暴力・糾弾行動は善良な人たちを畏怖させた。

### 日教組傘下労組加盟教員による管理職に対する吊るし上げ
広島県では昭和60年の秋に、当時の広島県会議長が、部落解放同盟広島県連に介入されている教育の現場是正を提起した。これに解放同盟広島県連から相当の抗議を受けて、同年9月17日に広島県知事、広島県議会議長、広島県教育委員会教育長、部落解放同盟広島県連合会、広島県教職員組合、広島県高等学校教職員組合、広島県同和教育研究協議会、広島県高等学校同和教育推進協議会で「八者懇談会合意文書」が合意された。これによって、部落解放同盟広島県連が広島県内の教育現場にへの介入度がより高まる事態になった。数年前から生徒らに韓国へ「謝罪修学旅行」をさせていた世羅高校にて、国旗・国歌に反対する広教組加盟の教師らに吊るし上げされていた校長が卒業式の前日に自殺した事件が起きた。これをきっかけとなり、国旗国歌法（国旗及び国歌に関する法律）が成立・施行された。

### 旧国鉄における管理職に対する吊し上げ
- 旧国鉄（日本国有鉄道）で行なわれたものが有名である。ここでは主に旧国鉄職員による管理職への吊し上げについて記述する。

職場において一般職員が管理者（管理職）に対し強圧的な態度で暴言などを浴びせ、恐怖感を与える行為をいう。1人の管理者に対し複数の一般職員で吊し上げをおこなう場合もあるし、複数の管理者に対し、それを上回る人数の一般職員で吊し上げを行なう場合もある。人数で圧倒するものである。机を蹴っ飛ばして凄んだりする場合もある。
- 通常、一般職員が職制（管理職）に対して行なうが、一般職員同士でも行なわれる場合がある。例えば、対立している別の労働組合関係者と親しくしていたりすると「裏切り者」ということで吊し上げられる。吊し上げる側は「心配した仲間が問いただした」と称したりする。
- 吊し上げの目的

吊し上げの目的は、管理者の指揮能力を弱体化させ、なるべく自分たちの仕事が楽に（作業量を少なく）なるようにすることが主な目的である。管理者が指示した作業を行なわず、注意されると吊し上げで対抗する。そうなると結局管理者が作業を代行しなければならなくなる。また、当局側にも“事なかれ主義”がなかったとは否定できない。
- 組合のビラを剥がして吊るし上げられる場合もあった。かつては、全国で組合が貼った「不当処分粉砕」といったビラをバケツを片手に剥がしている職制の姿がよく見られた。

しかし、利用者不在の旧国鉄の労使闘争は1973年についに上尾事件・首都圏国電暴動という形で、日頃不満を鬱積させられていた利用者側からの怒りが炸裂。以降、マスコミが国労批判に回ったこともあり、国労・動労は一般利用者から目の敵にされるようになった。国鉄の通勤路線で輸送障害が発生すると、それが運行側に落ち度がない場合であっても、ストレスのはけ口として国労バッジの職員が利用者に取り囲まれて吊るし上げられるという、しっぺ返しを食らうことになった。

### インターネット上
インターネット上の電子掲示板やブログ等では2000年代中頃から、「炎上」や「祭り」などと呼ばれる現象が報道でもしばしば取り上げられるようになった。これらは、不特定多数が公人・私人を問わず問題発言（失言や舌禍）に際して激しく非難されることだが、こと対企業の事件（不祥事など）では直接的な被害はおろか、間接的に損害を被っているかどうかも怪しい者も便乗して非難する側に回って騒ぎ立てる現象がみられ、これも一種の吊し上げの一形態とみなすことができる。
例えば2002年に発生した福岡猫虐待事件では犯人男性が意図的に他人を不快にさせようとして仔猫を動物虐待で死に至らしめ、これで不快感を被った側が男性をインターネット上で追及、事件の拡大と共に男性の行為を聞き及んだ側も男性に不快感を抱いて、また男性も自己弁護のためにウソをつくなどしたために不信感・不快感が爆発、徹底的な追及がなされて果ては同男性の学生時代などの写真が流布されるなどしている。
その一方で、私人の個人情報を掲示板等に公開して中傷する・いじめの様子を撮影して公開するといった「ネットいじめ」という問題も2000年代中頃から顕著化、中高生等が学校外部で学校関連の掲示板に中傷書き込みをするという事件も見られる。こういった事件では書き込みをした当人に精神的苦痛を理由に民事訴訟が起こされるケースもあったが、2007年4月には削除に応じなかった掲示板管理者が逮捕されるという事件も報じられている。
こういった現象は既に1990年代初頭のパソコン通信の時代にも見られなかったわけではないが、インターネットが一般に受け入れられメディアとしての地位を築いていったことから、問題も社会的なもの（社会問題）として認識されるようになっていった。
インターネット上においては粘着などと呼ばれる者も存在し、インターネット上での自己表現の延長で、他人を論うことに何かを見出してしまった者も見られる。粘着と呼ばれる側がソックパペット（自作自演のこと）などで誰かを叩くと、逆に粘着側が寄ってたかって叩かれ、旧悪を含めて暴露されて吊るし上げられるという現象も、2ちゃんねるなどを中心に見受けられる。この食物連鎖にも似た奇妙な構造は、インターネット上の負の文化ともみなされており、不毛な罵り合いを諌めるネチケットやガイドラインも方方で見出せる。